# Ibn Zuhr
Ibn Zuhr (en árabe: ابن زهر ,pronunciado: \ i-bən-‘zu̇r\–, de nombre completo Abū Marwān ‘Abd al-Malik ibn Abū-l-‘Alā’ ibn Abū Marwān ibn 'Abd al-Malik ibn Abū Bakr Muḥammad ibn Marwān ibn Zuhr al-Isbīlī al Iyādī) fue un destacado médico andalusí, filósofo y poeta, conocido en la Europa Medieval con el nombre latinizado de Avenzoar (pronunciado: \a-vən-‘zō-ər\ o \a-vən-zō-‘är\) o Abumeron (pronunciado: \ ‘a-byu̇-‘mer-‘än\).

## Vida

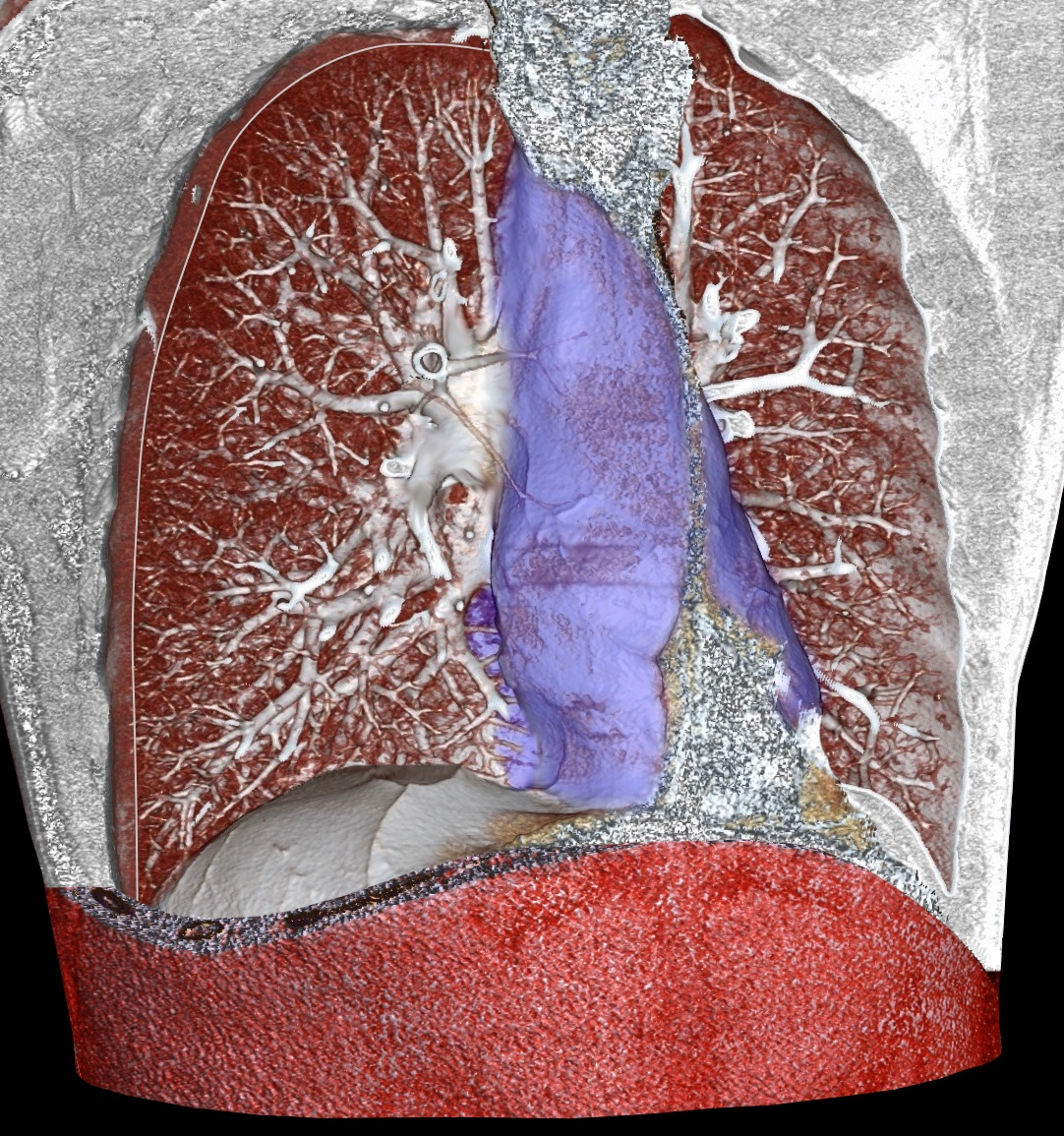
Avenzoar, con más detalle que sus predecesores, describió los tumores mediastínicos.

Ibn Zuhr nació en la localidad de Peñaflor, cerca de Išbīliya (Sevilla) en 1073 o, según Ibn al-Abbar’, en 1091 1092 /484 H o 1094/1095 /487 H, y murió en Išbīliya, en 1161/1162/557 H.
Perteneciente a la dinastía Banū Zuhr de médicos andalusíes, su educación fue la típica de la Ḫassa o clase alta islámica, basada en conocimientos religiosos (Corán y Suna), jurídicos (Sharia y el fiqh de la Maḏ’hab Malikí), y literarios (al-Adab), a lo que se añadió su formación médica como discípulo de su padre Abū-l-Alā’ ibn Zuhr ibn Abi Marwān ibn 'Abd al-Malik ibn Muḥammad ibn Marwān ibn Zuhr.
De su vida privada se conoce poco, apenas que casó joven y tuvo al menos dos hijos varones y una hija, que también se dedicaron a la medicina, así como una de sus nietas.
Su vida pública está ligada a la del poder en al-Ándalus.
Su familia habían sido médicos de dinastía de los Banū ‘Abbad, reyes de la Taifa de Sevilla, por lo que con la conquista por parte del Amīr al-Mu’minīn Yūsuf ibn Tāšfīn ibn Talakakinin ibn Ibrahim Alā’ Tumi Abū Yaq’ūb y 
el advenimiento de la nueva dinastía de los almorávides, perdieron el favor de los gobernantes.
Pero después de salvar de morir envenenado al Wālī al-murabitun Abū Tāhir Tamīm ibn Yūsuf ibn Tāšfīn ibn Talakakinin ibn Ibrahim Alā’ Tumi Abū Yaq’ūb, hijo de Yūsuf ibn Tašfīn, fue tomado bajo su patronazgo, y cuando fue sustituido por su hermano Ibrāhīm ibn Yūsuf ibn Tāšfīn ibn Talakakinin ibn Ibrahim Alā’ Tumi Abū Yaq’ūb se trasladó al este.
Sin embargo, posiblemente en 1124, el Amīr al-Mu’minīn ‘Alī Abū l-Hasan ibn Yūsuf ibn Tāšfīn ibn Talakakinin ibn Ibrahim Alā’ Tumi Abū Yaq’ūb, convocó a Marrakech a su hermano Ibrāhīm ibn Yūsuf ibn Tāšfīn, y, como integrante del séquito, fue encarcelado por unos diez años aunque las fechas exactas y los cargos no se conocen. De todas formas el encierro no fue duro, ya que se le permitía la visita de su mujer y algunos discípulos, practicar la medicina, tanto en la cárcel como en la misma Corte y llegó a ser preceptor de alguno de los hijos del Amīr al-Mu’minīn.
Cuando en 1146 el califa y Amīr al-Mu’minīn de los almohades Abū Muḥammad ‘Abd al-Mū'min ibn `Alī al-Kūmī tomó Marrakech, liberó a Ibn Zuhr, que entró al servicio de la nueva dinastía, a la que dedicó el Kitāb al-Ağḏiya (Libro de los Alimentos). Sin embargo, Ibn Zuhr decidió dejar la Corte y regresar  a Sevilla, donde se dedicó a la medicina y a la enseñanza.
A pesar de su vuelta a al-Ándalus, siguió contando con el patronazgo al-Muwaḥḥidun, ya que ‘Abd al-Mū'min le patrocinó el Kitāb al-Taysir fi ad-madawat wa-al-tadbir, y sus descendientes prosperaron en torno a la dinastía.
Al morir fue enterrado con sus antepasados en la Bāb al-Fath o Puerta de la Victoria de Sevilla.

## Contribuciones
El criterio metodológico de Ibn Zuhr es de orientación empírica, lo que implicó el abandono de los argumentos de autoridad y a disentir de Galeno de Pérgamo.
Es considerado el introductor de: 
- los métodos de disección para la práctica de necropsias (que practicó en ovejas antes de trasladarlos a autopsias humanas).
- las primeras preparaciones de nutrición parenteral, utilizando agujas de plata.

Entre sus aportaciones originales destacan:
- Desarrolló la práctica y uso de la traqueotomía.
- Descubrió la causa de la sarna o escabiosis.
- Descubrió la causa de la pericarditis.

### AnatomíayFisiología
En sus investigaciones médicas, Ibn Zuhr fue el primero en aplicar métodos de disección, primero en animales – practicó en ovejas – y después en humanos.
Asimismo, descubrió que la causa de la sarna era un ácaro, el Sarcoptes scabei, lo que desechaba la Teoría Galénica de los Cuatro Humores.
Además demostró la presencia de sangre en el organismo.

### Etiología
Ibn Zuhr fue el primero en establecer los fundamentos científicos de la otitis y en aclarar las causas del estridor en las Laringotraqueobronquitis o “Síndrome de Croup”.

### Neurología
Ibn Zuhr proporcionó una serie de descripciones adecuadas de la meningitis, la tromboflebitis intracraneal y de algunos tumores.

### Farmacopea
Ibn Zuhr escribió un Tratado de Farmacopea, en el que también desarrollaba la tradición de tratamientos medicamentosos aplicados a síntomas específicos

### Anestesiología
La medicina andalusí fue la primera desarrolladora de la anestesia por inhalación, utilizando esponjas como medio de aplicación

## Obra
- Kitāb al-Iqtiṣād fi Islāh al-Anfus wal-Asḫsad (Libro del curso medio sobre la reforma de las almas y los cuerpos).

Concebido como un tratado general de divulgación en siete libros, en los que diferencia entre enfermedades y terapias por un lado y medidas de higiene, profilaxis y cosmética. También trata las diferencias entre cuerpo y alma desde el punto de vista filosófico. Posteriormente introduce el estudio de los órganos y sus afecciones. Finalmente, trata el campo de la cosmética, en el que incluye operaciones estéticas, higiene, anticonceptivos, perfumes, adorno corporal, etc. fue escrito en torno a 1121/1122 y patrocinado por Ibrāhīm ibn Yūsuf ibn Tāšfīn.
- Kitāb al-Taysīr fi-l-mudāwāt wa-al-tadbīr (Libro que facilita el estudio de la terapéutica y la dieta[7]) o Libro de la simplificación, conocido como El Taisir.

Escrito en torno a 1146, fue concebido como un manual de enseñanza y redactado a petición de Abū l-Walīd Muḥammad ibn Aḥmād ibn Muḥammad ibn Rušd como complemento de su Kitāb al- kulliyyat al-Tibb (Libro de las generalidades de la medicina) y patrocinado por el califa y Amīr al-Mu’minīn ‘Abd al-Mū'min.
Muestra su interés especial por el régimen alimenticio de los enfermos, la preparación de medicamentos en sus diversas presentaciones, el instrumental médico o las aplicaciones de la Alquimia.
Incluye un Tratado sobre las enfermedades de los riñones y los cálculos de vejiga, que si bien sigue a Galeno, lo critica basándose en su experiencia.
En este manual se describen por vez primera:
- los abscesos e inflamación del pericardio.
- la alimentación artificial a través del esófago.
- la práctica y uso de la traqueotomía.

En el siglo XIII la obra fue traducida al latín por Ihoannes Capuensis, alcanzando gran difusión en la Europa Medieval y Moderna, siendo impreso en 1490 en Venecia – aunque la parte dedicada al riñón y los cálculos de vejiga (De curatione lapis) no sería impreso hasta 1553 –.
De esta obra se conservan tres manuscritos:
- Biblioteca Nacional de París, MS or N° 2960, ff. 50r-189r. Esta copia fue datada en Barcelona en 1165.
- Bodleian Library de Oxford, MS Huntington N° 355, ff. 1-180v.
- Biblioteca Medicea-Laurenziana de Florencia, n.° 215, ff. 1 r-11 Ov.

También existió una copia, hoy perdida en la al-Maktabe al-Abdaliya de Túnez, capital de Túnez, n.° 2867/7.
- Kitāb al-Ağḏiya wal-adwiya (Libro de los Alimentos), escrito para el califa y Amīr al-Mu’minīn ‘Abd al-Mū'min.[4]

Se compone de dos partes:
* Descripción de las cualidades de los alimentos;
* Tratado de higiene y profilaxis, con un colofón misceláneo que incluye fórmulas de medicinas, ajuar culinario, descripción de epidemias, etc.
- Kitāb al-Taḏkira fil-dawa‘ al-mušil (Libro del Recordatorio), antes atribuido a su padre Aboalí.[6][15]

- Kitāb al-Sina.[4]

- Kitāb al-Ḫamic fil-Ašriba wal-Maaḫin.[4]

- Kitāb Muḥtasar hilat al-bur' li-Ḫalinus.[4]

- Risala' fi tafdil al-asal alal-sukkar.[4]

- Maqala fi ilal al-kula.[4]

- Risala fil-baras.[4]